# Marika Koroibete
Ratu Marika Koroibete (Naraiyawa, 26 luglio 1992) è un rugbista internazionale nel rugby XIII per Figi e nel XV per l'Australia.

## Biografia
Koroibete iniziò la sua attività professionistica nel rugby a 13; durante un tour in Australia con la nazionale under-20 figiana fu notato dallo staff dei Wests Tigers, club partecipante al campionato NRL, che decise di metterlo sotto contratto. Dopo due anni spesi nelle giovanili, debuttò in prima squadra nel 2012. A metà dell'annata 2014, si trasferì nei Melbourne Storm, con cui raggiunse la finale del NRL 2016. Quello fu anche il suo ultimo incontro di rugby a 13 perché, nel maggio 2016, annunciò ufficialmente il suo passaggio al rugby a 15 e la firma di un contratto biennale con la franchigia australiana di Super Rugby dei Rebels. Dopo una fugace apparizione con i Melbourne Rising nel National Rugby Championship, esordì nel nuovo club contro gli Hurricanes nella seconda giornata del Super Rugby 2017.
A livello internazionale, Koroibete debuttò con la Nazionale di rugby a 13 delle Figi durante la Coppa del Mondo 2013, competizione nella quale giocò tutti gli incontri. Successivamente ottenne altre due presenze con la nazionale figiana tra il 2014 ed il 2015. Nonostante non avesse mai disputato alcun incontro a 15, il ct dell'Australia Michael Cheika lo convocò per la tournée del novembre 2016, in cui scese in campo solo contro i Barbarians francesi in un incontro non valido come presenza ufficiale. Debuttò ufficialmente con i Wallabies nella partita contro l'Argentina del The Rugby Championship 2017 ed, una settimana dopo, segnò la sua prima meta in nazionale contro il Sudafrica. A partire dal suo esordio, Koroibete fu presente in tutte le partite giocate dalla nazionale australiana fino al novembre 2018. Dopo aver partecipato al The Rugby Championship 2019, fu incluso nella rosa australiana per partecipare alla Coppa del Mondo di rugby 2019.

## Palmarès
- Japan Rugby League One: 1
Saitama Wild Knights: 2022